# Ehud
Ehud (hebräisch אֵהוּד ˒ēhûd) ist eine Person aus dem Alten Testament. Er ist der zweite von 14 im Buch der Richter benannten Richtern. Die biblische Erzählung über sein Wirken findet sich in Ri 3,12f .
Es gibt in der Bibel noch einen anderen Ehud, einen Nachfahren Benjamins, den Sohn Bilhans (1 Chr 7,10 ).

## Geschichte
Zur Zeit der Richter, als Eglon König von Moab war, mussten ihm die Israeliten 18 Jahre lang dienen, da sie von JHWH abgefallen und den Baalen gedient hatten. Eglon und seine Verbündeten, die Ammoniter und die Amalekiter, zogen gegen Israel und eroberten Jericho. JHWH erweckte ihnen Ehud, den Sohn Geras, einen Benjaminiter, als Retter. Ehud bediente sich einer List und brachte König Eglon ein Geschenk. Er war nämlich Linkshänder und trug den Dolch rechts, was nicht bemerkt wurde. Während einer geheimen Unterredung mit Eglon stieß er seinen Dolch, den er auf der rechten Seite versteckt hatte, dem König in den Bauch und verschwand unbemerkt. In Seira auf dem Gebirge Ephraim rief er das Kriegsvolk mit einer Posaune. Sie zogen hinunter zum Jordan, sicherten die Furten und schlugen die Moabiter, insgesamt 10.000 Mann.
- Otniel war der erste Richter von Israel und das Land hatte 40 Jahre Ruhe.
- Ehud war der zweite Richter, und Israel hatte 80 Jahre Ruhe.
- Schamgar, der Sohn Anats, war der nächste Richter.

## Einzelnachweis
1. ↑  John F. Kutsko: Ehud (Person) 2. In: Anchor Bible Dictionary (ABD). Band 2, Doubleday, New York / London 1992, ISBN 0-385-19360-2, S. 414.

| Vorgänger | Amt     | Nachfolger |
| --------- | ------- | ---------- |
| Otniel    | Richter | Schamgar   |